# Walther Hermann Nernst
Walther Hermann Nernst (født 25. juni 1864, død 18. november 1941) var en tysk fysiker, som er kendt for sine teorier bag beregningen af kemisk affinitet som den kendes i termodynamikkens 3. lov, for hvilket han vandt Nobelprisen i kemi i 1920. Nernst deltog i etableringen af det moderne felt af fysisk kemi og bidrog til elektrokemi, termodynamik, faststofkemi og fotokemi. Han er også kendt for at udvikle Nernst-ligningen.